# Wilkeson (Washington)
Wilkeson é uma cidade  localizada no estado norte-americano de Washington, no Condado de Pierce.

## Demografia
Segundo o censo norte-americano de 2000, a sua população era de 395 habitantes.
Em 2006, foi estimada uma população de 403, um aumento de 8 (2.0%).

## Geografia
De acordo com o United States Census Bureau tem uma área de
1,3 km², dos quais 1,3 km² cobertos por terra e 0,0 km² cobertos por água. Wilkeson localiza-se a aproximadamente 415 m acima do nível do mar.

## Localidades na vizinhança
O diagrama seguinte representa as localidades num raio de 12 km ao redor de Wilkeson.